# Cailhavel
Cailhavel é uma comuna francesa na região administrativa de Occitânia, no departamento de Aude. Estende-se por uma área de 5,34 km². Em 2010 a comuna tinha 136 habitantes (densidade: 25,5 hab./km²).